# 14094 Garneau
14094 Garneau (1997 OJ1) là một tiểu hành tinh vành đai chính được phát hiện ngày 28 tháng 7 năm 1997 bởi Spacewatch ở Kitt Peak.